# Heidi Diethelm Gerber
Heidi Diethelm Gerber (20 de março de 1969) é uma atiradora esportiva suíça, medalhista olímpica.

## Carreira

### Rio 2016
Heidi Diethelm Gerber representou seu país nas Olimpíadas de 2016, na prova de Tiro nos Jogos Olímpicos de Verão de 2016 - Pistola 25 m feminino, ela venceu na disputa pelo bronze, a chinesa Zhang Jingjing